# Лободін Петро Семенович
Петро Семенович Лободін (1909, місто Київ — ?) — український радянський діяч, 1-й секретар Дарницького райкому КПУ міста Києва, секретар Київського обласного комітету КПУ.

## Біографія
Освіта вища. Член ВКП(б) з 1941 року.
З 1941 року — учасник німецько-радянської війни. Працював начальником 23-го цеху Бронетанкового ремонтного заводу № 7.
У 1957 — січні 1963 року — 1-й секретар Дарницького районного комітету КПУ міста Києва.
9 січня 1963 — 7 грудня 1964 року — секретар Київського промислового обласного комітету КПУ — голова промислового обласного комітету партійно-державного контролю. Одночасно, 12 січня 1963 — 12 грудня 1964 року — заступник голови виконавчого комітету Київської промислової обласної ради депутатів трудящих.
7 грудня 1964 — 22 лютого 1966 року — секретар Київського обласного комітету КПУ — голова обласного комітету партійно-державного контролю. Одночасно, 12 грудня 1964 — 1966 року — заступник голови виконавчого комітету Київської обласної ради депутатів трудящих.
У 1966 — 23 березня 1974 року — голова Київського обласного комітету народного контролю.
З березня 1974 року — на пенсії в місті Києві.

## Звання
- воєнтехнік 2-го рангу

## Нагороди
- орден Вітчизняної війни ІІ ст. (6.11.1985)
- орден Червоної Зірки (24.01.1944)
- медалі